# San Pedro de Latarce
San Pedro de Latarce ist ein nordspanisches Dorf und Hauptort einer Gemeinde (municipio) mit 434 Einwohnern (Stand: 2024) in der Provinz Valladolid in der Autonomen Gemeinschaft Kastilien-León. 

## Lage und Klima
San Pedro de Latarce liegt in der Region Tierra de Campos auf der kastilischen Hochebene in einer Höhe von ca. 705 m. Die Provinzhauptstadt Valladolid befindet sich mit ihrem Stadtzentrum etwa 61 Kilometer (Fahrtstrecke) ostsüdöstlich. 
Das Klima im Winter ist durchaus kalt, im Sommer dagegen warm bis heiß; die eher spärlichen Regenfälle (ca. 493 mm/Jahr) fallen überwiegend im Winterhalbjahr.

## Bevölkerungsentwicklung
| Jahr      | 1970 | 1981 | 1991 | 2001 | 2011 | 2021 |
| Einwohner | 1017 | 751  | 729  | 633  | 548  | 461  |

## Sehenswürdigkeiten

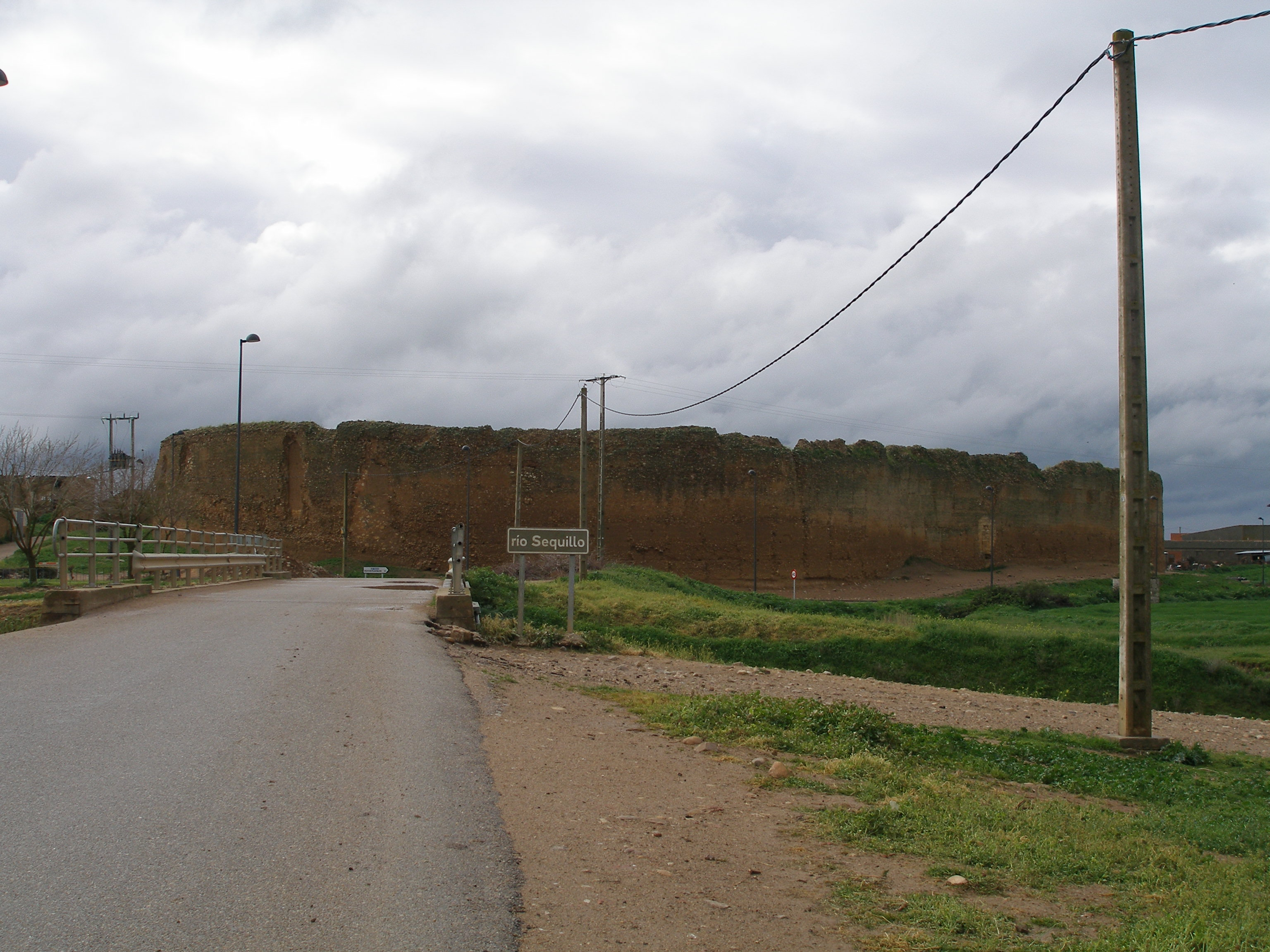
Burganlage
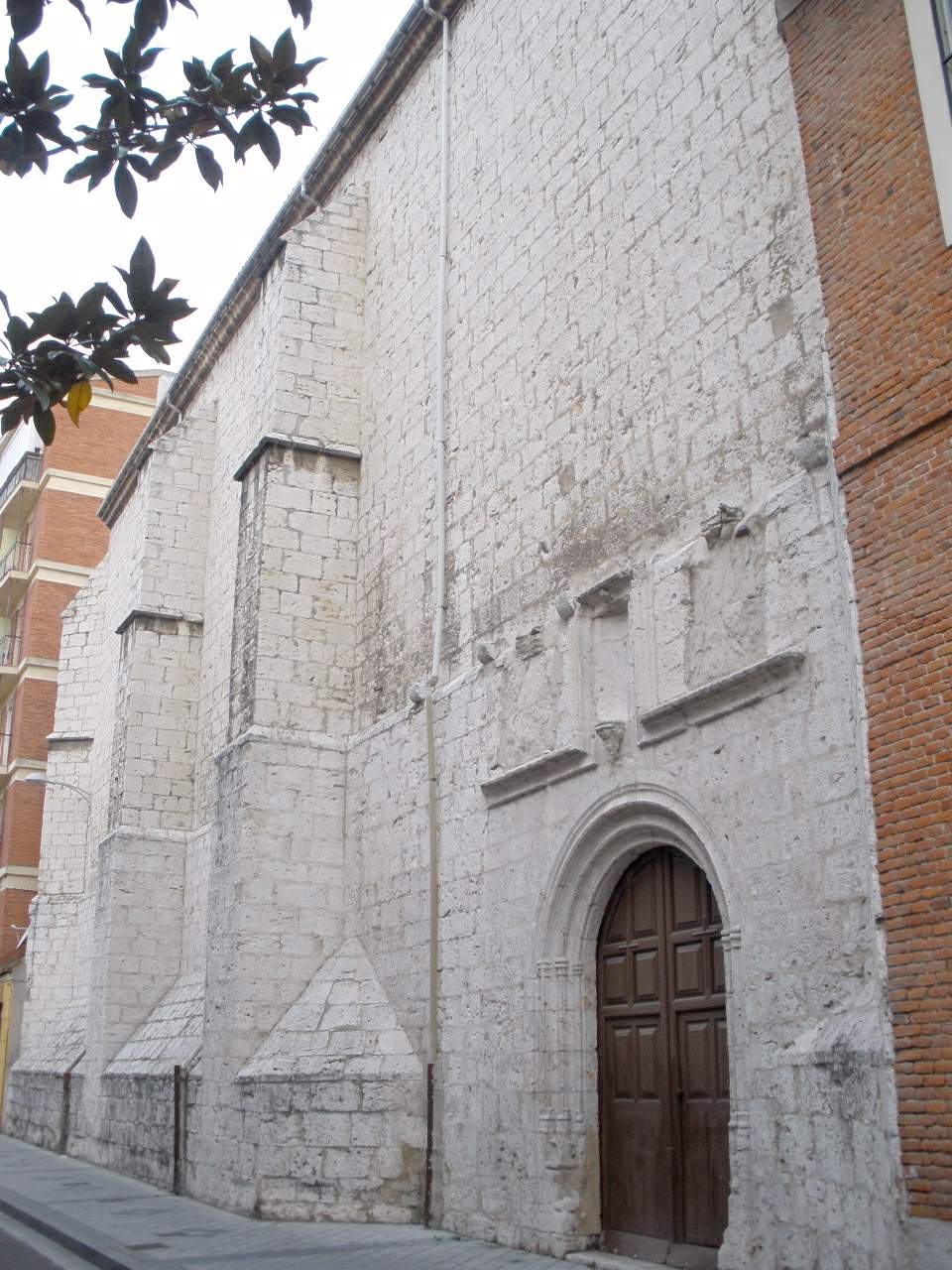
Kloster und Kirche der Unbefleckten Empfängnis
- Marienkapelle

- Burganlage
- Kloster und Kirche der Unbefleckten Empfängnis